# ETV Hamburg (Volleyball)
Die Volleyball-Abteilung des Eimsbütteler TV ist mit über 500 Mitgliedern eine der größten in Hamburg und vor allem durch die erste Frauen-Mannschaft bekannt, die seit 2025 als ETV Hamburger Volksbank Volleys in der Bundesliga spielt.

## Bundesliga-Team
Der Kader für die Saison 2025/26 besteht aus folgenden Spielerinnen.
| Name                 | Nr. | Nation             | Größe  | Geburtsdatum  | Position | im Verein seit | Vertrag bis |
| -------------------- | --- | ------------------ | ------ | ------------- | -------- | -------------- | ----------- |
| Hannah Ammerman      | 12  | Vereinigte Staaten | 1,90 m | 26. Juni 2000 | AA       |                |             |
| Feli Clemann         | 2   | Deutschland        | 1,63 m | 23. Aug. 2006 | L        |                |             |
| Fiona Dittmann       | 14  | Deutschland        | 1,81 m | 14. Feb. 1998 | AA       |                |             |
| Svea Frobel          | 11  | Deutschland        | 1,85 m | 27. Nov. 2000 | AA       |                |             |
| Anna Hartig          | 5   | Deutschland        | 1,91 m | 8. Dez. 2000  | MB       |                |             |
| Zoe Konjer           | 8   | Deutschland        | 1,73 m | 8. Okt. 2000  | Z        |                |             |
| Leonie Körtzinger    | 7   | Deutschland        | 1,87 m | 25. März 1997 | D        |                |             |
| Lina Köster          | 3   | Deutschland        | 1,84 m | 28. Aug. 2001 | AA       |                |             |
| Louisa Krams         | 17  | Deutschland        | 1,81 m | 10. Sep. 1997 | MB       |                |             |
| Lena Liegert         | 10  | Deutschland        | 1,86 m | 21. Feb. 2002 | MB       |                |             |
| Jana-Marie Meiser    | 1   | Deutschland        | 1,65 m | 27. Juli 1989 | L        |                |             |
| Sarah Stiriz         | 4   | Deutschland        | 1,66 m | 11. Nov. 2003 | L        |                |             |
| Alexa Thaden         | 15  | Deutschland        | 1,86 m | 26. Feb. 2000 | MB       |                |             |
| Constanze von Meyenn | 6   | Deutschland        | 1,90 m | 29. Aug. 1997 | D        |                |             |

Positionen: AA = Annahme/Außen, D = Diagonal, L = Libero, MB = Mittelblock, Z = Zuspiel
| Neuzugänge 2025 | Neuzugänge 2025   | Abgänge 2025  | Abgänge 2025 |
| Spielerin       | bisheriger Verein | Spielerin     | neuer Verein |
| --------------- | ----------------- | ------------- | ------------ |
|                 |                   | Laura Eickhof | Karriereende |
|                 |                   | Gina Köppen   | Karriereende |
|                 |                   | Maja Pahlke   | unbekannt    |

Cheftrainer ist seit 2025 Markus Friedrich.

## Weitere Mannschaften
Neben den Bundesliga-Frauen gibt es beim Eimsbütteler TV zahlreiche weitere Mannschaften. Die zweite Frauenmannschaft spielt in der Dritten Liga Nord. Bei den Männern spielt die erste Mannschaft nach zahlreichen Saisons in der 2. Bundesliga Nord seit 2025 in der Dritten Liga Nord und die zweite Mannschaft in der Regionalliga Nord.